# Hans Reidar Holtermann
Pour les articles homonymes, voir Holtermann.
Hans Reidar Holtermann (né le 20 octobre 1895 à Sokndal, mort le 25 novembre 1966 à Bærum) était un officier d'artillerie norvégien. Pendant l'entre-deux guerres, Holtermann a fréquenté des collèges militaires en Norvège et en France. Il est surtout connu pour ses fonctions de commandant dans la Résistance norvégienne au cours de la Seconde guerre mondiale; plus particulièrement lors du siège de la forteresse d'Hegra du 10 avril au 5 mai 1940. Il termina sa carrière au grade de général major.

## Distinctions
- Croix de guerre (1942)[2]
- Ordre de Saint-Olaf, (commandeur) «for embetsfortjeneste» (1956)[3]
- Médaille de la défense[4]
- Médaille d'argent du journal militaire Norsk militært tidsskrift
- Ordre de Dannebrog, chevalier
- Ordre de l'Épée, commandeur de 1re classe
- Ordre national de la Légion d'honneur, chevalier
- Ordre de l'Étoile d'Éthiopie, grand-croix